# 栃内香次
栃内 香次（とちない こうじ、1939年7月8日 - ）は、日本の工学者。学位は、工学博士（北海道大学）。北海道における自然言語処理研究の第一人者。多くの門下生を輩出した。北海道大学教授・栃内吉彦の長男。祖父に栃内曽次郎がいる。
1962年に北海道大学工学部電気工学科卒業。1964年北海道大学大学院工学研究科電気工学専攻修了。1964年に北海道大学工学部専任講師に就く。以後、1965年に北海道大学工学部助教授。1986年9月工学博士を受く。1987年に北海道大学工学部教授。1994年に北海道大学大型計算機センター長（1998年まで）。1995年に北海道大学大学院工学研究科教授。2002年に定年退任。同名誉教授。北海学園大学経営学部経営情報学科教授。2004年北海学園大学大学院経営学研究科長（2007年まで）。2010年に定年退職。
2019年春の叙勲で瑞宝中綬章を受章。

## 著書
- 田中一, 宮本衛市と共著『コンパイラ（数学ライブラリー 22）』（森北出版、1971年3月）
- 木村純と共編『21世紀の教育像 : 日本の未来へ向けて』（北海道大学図書刊行会、2002年1月）
- 木村純と共編『21世紀の安全を考える : 安心して暮らせる社会をめざして』（北海道大学図書刊行会、2003年2月）

## 門下生
- 荒木健治 - 北海道大学教授
- 越前谷博 - 北海学園大学教授
- 中島潤 - 北海道情報大学教授